# Kristina Alikina
Kristina Aleksandrowna Alikina (ros. Кристина Александровна Аликина; ur. 23 lutego 1986 w Permie) – rosyjska koszykarka, występująca na pozycji silnej skrzydłowej.

## Osiągnięcia
Stan na 21 października 2017, na podstawie, o ile nie zaznaczono inaczej.
Drużynowe
- Wicemistrzyni Eurocup (2014)
- Brąz:
  - Euroligi (2015)
  - mistrzostw Rosji (2014, 2015)
- Zdobywczyni pucharu Rosji (2015)
- Półfinalistka Pucharu FIBA (2012)
- Uczestniczka rozgrywek Eurocup (2010–2016)

Reprezentacja
- Uczestniczka mistrzostw świata U–19 (2005 – 4. miejsce)